# 内山昂輝
内山 昂輝（うちやま こうき、1990年8月16日 - ）は、日本の声優、俳優。埼玉県出身。劇団ひまわり所属。
代表作に「キングダム ハーツ シリーズ」（ロクサス、ヴェントゥス）、『機動戦士ガンダムUC』（バナージ・リンクス）、『ピンポン THE ANIMATION』（スマイル / 月本誠）、『DEVILMAN crybaby』（不動明）、『僕のヒーローアカデミア』（死柄木弔）、『ハイキュー!!』（月島蛍）、『呪術廻戦』（狗巻棘）などがある。

## 略歴
1993年、劇団ひまわりへ入団。主に、子役としてテレビドラマ、映画などに出演することを目指し、レッスンに通っていた。
2001年、『A.I.』で声優デビュー。役者と声の仕事を並行して活動するようになった。
2005年、『キングダム ハーツII』のロクサス役で注目を集める。以降は、声優としての活動が増える。
2009年、国際基督教大学高等学校卒業。指定校推薦で早稲田大学文化構想学部に入学。
2011年、第5回声優アワード新人男優賞受賞。
2013年、早稲田大学文化構想学部卒業。同じ大学の同じ学部の同級生に土師亜文がいる。
2015年1月11日、ラジオ『内山昂輝の1クール!』を開始。同年、東京アニメアワード2015にてアニメ オブ ザ イヤー声優賞受賞。
2021年3月25日、公式note『内山昂輝のオドリバ』を開設。毎週木曜夜に配信されていたが、2023年9月をもって更新を終了した。
2025年3月31日、超!A&G+のサービス終了に伴い、ラジオ『内山昂輝の1クール!』終了。放送・配信期間は10年3か月であった。

## 人物
名前が昴（すばる）という字で表記されることがあるが、これは誤表記であり、正しくは昂（音:コウ／訓:たかぶる）という字である。
3人兄妹の長男であり、弟と妹がいる。母方の実家は秋田県。
内山本人は自身について「明朗快活なタイプではない」と語っている。
豊永利行とはアニメやラジオ番組などで共演することが多い。本人はこれについて「声質がばらけるのがいいんでしょうね。だからラジオ番組をやるうえではあまり緊張はしていません（笑）」と語っている。
声優としては年を取ることを恐れない人物であり、本人は2016年のインタビューで「基本的には声質をキープしたいとは思っていなくて。僕はもっと年を取りたいんですよね。声の年齢感が上がったら、今よりも年上の役、大人の役ができるようになるので。若い役はもう、あとから来る若い世代の人たちに任せます（笑）」と答えている。

### エピソード
『機動戦士ガンダムUC』のバナージ役については、最初に行われたオーディションではスタッフの納得のいく結果が出ず、内山は追加でオーディションを行った際に呼ばれた。そのオーディションの中でも最後に受けたのが内山だったが、彼の演技を聞いたスタッフの意見が一致してバナージ役に決まったという。Real Soundのインタビューにて、『機動戦士ガンダムUC』への出演は声優としてのターニングポイントになったと言えるかもしれないと語っている。
スクウェア・エニックスの野村哲也に声を気に入られている。野村はインタビューにおいて気になる人として内山の名を挙げ、『すばらしきこのせかい』のネク役に影のある演技が合うと野村自身が推薦したと言い、「内山君にはもっともっと有名になってほしい」と応援コメントを出した。また、野村は内山のテレビアニメ初レギュラー、初主演作となった『ソウルイーター』に関与していないが、担当者からソウル役で内山を起用したことについて野村に連絡があったという。
『鬼滅の刃』で共演した松岡禎丞は、内山が演じる下弦の伍・累の声と芝居が本当にハマっていたと言い「昂輝さんの成せる業」と語っている。
『キングダム ハーツII』でロクサスを演じたころは高い声であったが、徐々に地声が低くなり、大人っぽい声に変化した。そのため、『キングダム ハーツ 358/2 Days』ではロクサスの台詞だけが追加シーンのみならず、『II』で使われたシーンも新たに録り直したという逸話がある。その際に内山は『II』で自身が演じたロクサスの声を聞いたところ、「若い！」と驚いていた。
特撮番組は人並みにスーパー戦隊シリーズを観る程度であったが、児童向けのガイドブックを読んで歴代ヒーローの名前をすべて覚えていたという。また、幼少期は敵キャラをとても怖く感じており、今でも断片的に思い出すくらいにいトラウマになった怪人や怪獣もいるため、それらの敵を倒すヒーローの方が好きであったという。

### 趣味・嗜好
公式note『内山昂輝のオドリバ』記事にて、映画・海外サッカー・雑誌・音楽の鑑賞等を趣味として挙げている。

#### 映画鑑賞
映画はジャンルを問わず幅広く鑑賞している。中学生の時に1人でミニシアターに行ったが、大人ばかりがいる客席で自分だけ浮いていたのをよく覚えているという。映画鑑賞に行くときは他に誰も連れて行かないと決めており、これはとても気に入っていた映画を友人を誘って見に行ったとき、友人にはあまり受けず後悔したためである。プライベートでも映画を見る時は字幕派である。
ラジオ『内山昂輝の1クール!』では映画の感想を語るコーナー「ムビログ」があり、公式note関連YouTubeチャンネル『内山昂輝のオドリバ』では、内山昂輝の1クール!で放送された「うちやま映画ランキング」（2014〜2022年）や、映画の感想に関する放送回が投稿されている。

## 出演
太字はメインキャラクター。

### テレビアニメ
2007年
- 神霊狩/GHOST HOUND（男子生徒）

2008年
- ソウルイーター（2008年 - 2009年、ソウル＝イーター）

2010年
- 屍鬼（結城夏野）
- FAIRY TAIL（2010年 - 2019年、ミッドナイト、ブレイン二世） - 3シリーズ
- メタルファイト ベイブレード シリーズ（2010年 - 2013年、ジャック、火竜院忍） - 3シリーズ

2011年
- IS 〈インフィニット・ストラトス〉（2011年 - 2013年、織斑一夏） - 2シリーズ
- C（余賀公麿）
- 遊☆戯☆王ZEXAL（2011年 - 2014年、天城カイト） - 2シリーズ
- 君と僕。（2011年 - 2012年、浅羽悠太 ） - 2シリーズ
- ギルティクラウン（2011年 - 2012年、ダリル・ヤン）

2012年
- アクエリオンEVOL（カグラ・デムリ）
- つり球（宇佐美夏樹）
- 貧乏神が!（石蕗恵汰）
- 探検ドリランド（2012年 - 2014年、パーン） - 2シリーズ
- ポケットモンスター ベストウイッシュ シーズン2（2012年 - 2013年、コテツ）
- 絶園のテンペスト（2012年 - 2013年、滝川吉野）
- 蒼い世界の中心で（ティル）
- CRASH!（緑川一彦）

2013年
- RDG レッドデータガール（相楽深行）
- ダンボール戦機ウォーズ（乾カゲトラ）
- HUNTER×HUNTER（2013年 - 2014年、メルエム）
- 神さまのいない日曜日（アリス・カラー）
- 恋愛ラボ（棚橋裕也）

2014年
- バディ・コンプレックス（隼鷹・ディオ・ウェインバーグ） - 1シリーズ + 完結編
- ニセコイ（2014年 - 2015年、一条楽） - 2シリーズ
- ピンポン THE ANIMATION（スマイル / 月本誠）
- ハイキュー!!（2014年 - 2020年、月島蛍） - 5シリーズ / 総集編として2015年に『終わりと始まり』、2017年に『才能とセンス』『コンセプトの戦い』劇場上映
- 蟲師 続章（辰）
- ソウルイーターノット!（ソウル＝イーター）
- キャプテン・アース（ジン）
- 信長協奏曲（織田信行）
- ばらかもん（木戸浩志）
- ハピネスチャージプリキュア!（海藤裕哉）
- 甘城ブリリアントパーク（可児江西也）
- ダイヤのA（2014年 - 2015年、大前隆広） - 2シリーズ
- ガンダムビルドファイターズトライ（イシバシ）
- デュエル・マスターズ VS（2014年 - 2017年、切札勝舞 / ミスターマッチ） - 3シリーズ

2015年
- みんな集まれ!ファルコム学園SC（リィン）
- キュートランスフォーマー 帰ってきたコンボイの謎（スモークスクリーン）
- デス・パレード（クラヴィス）
- SHOW BY ROCK!!（2015年 - 2016年、アイオーン） - 3シリーズ
- Charlotte（乙坂有宇）
- 六花の勇者（ゴルドフ）
- 赤髪の白雪姫（王子役）
- ワンパンマン（メルザルガルド）

2016年
- 虹色デイズ（直江剛）
- マクロスΔ（メッサー・イーレフェルト）
- 遊☆戯☆王ARC-V（2016年 - 2017年、カイト）
- コンクリート・レボルティオ〜超人幻想〜THE LAST SONG（シン）
- 僕のヒーローアカデミア（2016年 - 2024年、死柄木弔） - 7シリーズ
- RS計画 -Rebirth Storage-（佐神凛）
- バッテリー（原田巧）
- WWW.WORKING!!（足立正広）
- ユーリ!!! on ICE（ユーリ・プリセツキー）

2017年
- 覆面系ノイズ（榊桃）
- Fate/Apocrypha（シロウ・コトミネ / 天草四郎時貞）
- DIVE!!（丸山レイジ）
- 将国のアルタイル（バヤジット）
- EVIL OR LIVE（孟進）
- 魔法使いの嫁（2017年 - 2023年、ルツ / ユリシィ） - 3シリーズ

2018年
- ヴァイオレット・エヴァーガーデン（べネディクト・ブルー）
- Free!-Dive to the Future-（桐嶋郁弥）
- 深夜!天才バカボン（大人のハジメ）
- 風が強く吹いている（2018年 - 2019年、杉山高志〈神童〉）

2019年
- revisions リヴィジョンズ（堂嶋大介）
- さらざんまい（久慈悠）
- かつて神だった獣たちへ（セオドア / ミノタウロス）
- 彼方のアストラ（ウルガー・ツヴァイク）
- ナカノヒトゲノム【実況中】（忍霧ザクロ）
- からかい上手の高木さん（2019年 - 2022年、浜口） - 2シリーズ
- 鬼滅の刃（累）
- ダンジョンに出会いを求めるのは間違っているだろうかII（ソーマ）

2020年
- SHOW BY ROCK!! ましゅまいれっしゅ!!（2020年 - 2021年、アイオーン） - 2シリーズ
- 波よ聞いてくれ（沖進次）
- 文豪とアルケミスト 〜審判ノ歯車〜（ヨージ）
- グレイプニル（海斗）
- 神之塔 -Tower of God-（2020年 - 2024年、クン・ハツリング） - 2シリーズ
- かくしごと（石川なんとかェ門）
- アラド:逆転の輪（ルーカス・イー）
- THE GOD OF HIGH SCHOOL ゴッド・オブ・ハイスクール（パク・イルピョ）
- 池袋ウエストゲートパーク（安藤タカシ）
- 呪術廻戦（2020年 - 2023年、狗巻棘） - 2シリーズ
- ぐらぶるっ!（スカル）

2021年
- ホリミヤ（2021年 - 2023年、宮村伊澄） - 2シリーズ
- さよなら私のクラマー（山田鉄二）
- SSSS.DYNAZENON（シズム） - 2023年に劇場総集編公開
- すばらしきこのせかい The Animation（ネク / 桜庭音操）
- SDガンダムワールド ヒーローズ（諸葛亮フリーダムガンダム）
- ゾンビランドサガ リベンジ（伊東正次郎）
- 月とライカと吸血姫（レフ・レプス）
- takt op.Destiny（朝雛タクト）
- メガトン級ムサシ（2021年 - 2023年、雨宮零士） - 2シリーズ
- サクガン（フィデリオ）

2022年
- ダンス・ダンス・ダンスール（森流鶯）
- ヒロインたるもの!〜嫌われヒロインと内緒のお仕事〜（染谷勇次郎）
- アオアシ（桐木曜一）
- 黒の召喚士（ケルヴィン）
- オリエント（島津秋弘）
- 虫かぶり姫（アレクセイ・シュトラッサー）
- アキバ冥途戦争（取り立て屋）
- クールドジ男子（2022年 - 2023年、二見瞬）
- 悪役令嬢なのでラスボスを飼ってみました（エレファス・レヴィ）
- ブルーロック（2022年 - 2024年、糸師凛） - 2シリーズ

2023年
- 氷属性男子とクールな同僚女子（冴島くん）
- Buddy Daddies（諏訪零）
- 魔王学院の不適合者 II 〜史上最強の魔王の始祖、転生して子孫たちの学校へ通う〜（ゲラド・アズレマ）
- The Legend of Heroes 閃の軌跡 Northern War（リィン・シュバルツァー）
- シュガーアップル・フェアリーテイル（ウィリアム・アルバーン）
- TRIGUN STAMPEDE（レガート・ブルーサマーズ）
- 山田くんとLv999の恋をする（山田秋斗）
- 魔法少女マジカルデストロイヤーズ（＠号）
- THE MARGINAL SERVICE（ペック・デズモント）
- 悲劇の元凶となる最強外道ラスボス女王は民の為に尽くします。（ステイル・ロイヤル・アイビー〈青年〉）
- 東京リベンジャーズ（斑目獅音）
- 七つの大罪 黙示録の四騎士（2023年 - 2024年、シン / ランスロット） - 2シリーズ

2024年
- 即死チートが最強すぎて、異世界のやつらがまるで相手にならないんですが。（高遠夜霧）
- 青の祓魔師 シリーズ（2024年 - 2025年、ルシフェル） - 3シリーズ
- 薬屋のひとりごと（2024年 - 2025年、陸孫） - 2シリーズ
- 俺だけレベルアップな件（道門泰星）
- マッシュル-MASHLE- 神覚者候補選抜試験編（カルパッチョ・ローヤン）
- WIND BREAKER（2024年 - 2025年、杉下京太郎） - 2シリーズ
- 夜桜さんちの大作戦（蒼翠）
- ダンジョン飯（ミスルン）
- 怪獣8号（2024年 - 2025年、鳴海弦） - 2シリーズ
- 【推しの子】（姫川大輝）
- 現代誤訳（妃隈暉〈ネレウス、彼氏、岡島、妻、小林、戦士〉）
- ラーメン赤猫（城崎）
- ばいばい、アース（2024年 - 2025年、クエスティオン＝アドニス） - 2シリーズ
- 恋は双子で割り切れない（古間怜人）
- ドラゴンボールDAIMA（2024年 - 2025年、グロリオ）
- 星降る王国のニナ（セト）
- デリコズ・ナーサリー（テオドール・クラシコ〈青年期〉）

2025年
- FARMAGIA（マナス）
- 一瞬で治療していたのに役立たずと追放された天才治癒師、闇ヒーラーとして楽しく生きる（案内人）
- 機動戦士Gundam GQuuuuuuX（アサーヴ）
- LAZARUS ラザロ（HQ、双竜）
- 銀河特急 ミルキー☆サブウェイ（カート）
- 薫る花は凛と咲く（夏沢朔）
- SAKAMOTO DAYS（楽）
- TO BE HERO X（梁龍）
- 夢中さ、きみに。（江間譲二）
- ホテル・インヒューマンズ（シャオ）
- 美男高校地球防衛部ハイカラ!（典川涙也 / ノリ男）
- ワンダンス（小谷花木）
- ディズニー ツイステッドワンダーランド ザ アニメーション（イデア・シュラウド）

2026年
- デッドアカウント（霞流括）

### 劇場アニメ
2000年代
- もも子、かえるの歌がきこえるよ。（2003年、倉本力）

2010年代
- UN-GO episode:0 因果論（2011年、山賀達也）
- 蛍火の杜へ（2011年、ギン）
- 心が叫びたがってるんだ。（2015年、坂上拓実、玉子）
- Free!シリーズ（2015年 - 2019年、桐嶋郁弥） - 4作品
- ポッピンQ（2016年、レノ）
- 劇場版マクロスΔ 激情のワルキューレ（2018年、メッサー・イーレフェルト）
- UNDER THE DOG Jumbled（2018年、七瀬俊一）
- 機動戦士ガンダムNT（2018年、バナージ・リンクス）
- ヴァイオレット・エヴァーガーデン 外伝 - 永遠と自動手記人形 -（2019年、ベネディクト・ブルー）
- キミだけにモテたいんだ。（2019年、葦田茂一）

2020年
- 劇場版 ヴァイオレット・エヴァーガーデン（ベネディクト・ブルー）
- 劇場版 Fate/Grand Order -神聖円卓領域キャメロット-（2020年 - 2021年、トリスタン） - 前後編
- HoneyWorks 10th Anniversary "LIP×LIP FILM×LIVE"（勇次郎）

2021年
- シン・エヴァンゲリオン劇場版𝄇（加持リョウジ〈少年〉） - 「筆記協力」としてもクレジット
- 映画 さよなら私のクラマー ファーストタッチ（山田鉄二）
- 劇場編集版 かくしごと -ひめごとはなんですか-（少年〈石川なんとかェ門〉）
- 劇場版マクロスΔ 絶対LIVE!!!!!!（メッサー・イーレフェルト）
- 劇場版 呪術廻戦 0（狗巻棘）

2022年
- 劇場版 からかい上手の高木さん（浜口）

2023年
- 劇場版シティーハンター 天使の涙（バナージ・リンクス）

2024年
- 劇場版ハイキュー!! ゴミ捨て場の決戦（月島蛍）
- デッドデッドデーモンズデデデデデストラクション（小比類巻健一） - 前後章
- 劇場版ブルーロック -EPISODE 凪-（糸師凛）
- ふれる。
- 風都探偵 仮面ライダースカルの肖像（フィリップ）

2025年
- ひゃくえむ。（財津）

### OVA
2000年代
- アニマトリックス 「ビヨンド」（2003年、雅次）

2010年代
- 機動戦士ガンダムUC（2010年 - 2014年、バナージ・リンクス） - 2016年にテレビ編集版『RE：0096』放送
- IS 〈インフィニット・ストラトス〉（2011年 - 2014年、織斑一夏） - 『恋に焦がれる六重奏』『ワールド・パージ編』
- 金田一少年の事件簿（2012年、井沢研太郎） - 20周年記念シリーズ第3・4巻DVD付き限定版
- ああっ女神さまっ（2013年、前園） - DVD付き第46巻限定版
- ニセコイ（2014年 - 2016年、一条楽） - コミックス第14・16・17・21巻DVD付き同梱版に収録
- ファンタジスタ ステラ（2014年 - 2015年、沖田薫） - コミックス第8・9・10巻DVD付き限定版
- 創勢のアクエリオンEVOL（2015年、カグラ・デムリ）
- ハイキュー!!（2015年、月島蛍） - コミックス第15巻アニメDVD付予約限定版
- Under the Dog（2016年、七瀬俊一）
- 虹色デイズ（2016年、直江剛） - コミックス第13巻アニメDVD同梱版
- 魔法使いの嫁 星待つひと / 西の少年と青嵐の騎士（2016年 - 2021年、ルツ / ユリシィ）  - コミックス第6 - 8巻・第16巻 - 18巻アニメーションDVD付き特装版
- 宇宙戦艦ヤマト2202 愛の戦士たち（2018年、ミル）
- 岸辺露伴は動かない『ザ・ラン』（2019年、橋本陽馬）

2020年代
- Fate/Grand Carnival（2021年、トリスタン、天草四郎）

### Webアニメ
2018年
- DEVILMAN crybaby（不動明 / デビルマン）
- HERO MASK（ハリー・クレイトン）

2019年
- SDガンダムワールド 三国創傑伝（諸葛亮フリーダムガンダム）

2021年
- しゃばけ（仁吉）

2022年
- ヒロインたるもの!〜嫌われヒロインと内緒のお仕事〜 ミニ劇場（染谷勇次郎）
- 雪ほどきし二藍（アキオ〈青年期〉）
- 風都探偵（フィリップ）
- ふたり分の証明（天野拓也）
- Fate/Grand Order 藤丸立香はわからない（2022年 - 2023年、トリスタン、天草四郎） - 1シリーズ + 特別編
- 七つの大罪 怨嗟のエジンバラ（2022年 - 2023年、妖精 / ランスロット）

2023年
- ブルーロック あでぃしょなる・たいむ!（糸師凛）
- きよねこっ（翼羽翼ツバサ）

2025年
- Yu-Gi-Oh！ CARD GAME THE CHRONICLES（竜の少年）
- ハンドレッドノート『His First Bow』（神流慈無全）

### ゲーム
2005年
- キングダム ハーツII（ロクサス）

2007年
- キングダム ハーツII ファイナル ミックス（ロクサス）
- すばらしきこのせかい（桜庭音操）

2008年
- スカイ・クロラ イノセン・テイセス（ハガミ）
- ソウルイーター モノトーン プリンセス（ソウル＝イーター）
- ソウルイーター メデューサの陰謀（ソウル＝イーター）

2009年
- 機動戦士ガンダム ガンダムVS.ガンダムNEXT PLUS（バナージ・リンクス）
- キングダム ハーツ 358/2 Days（ロクサス）
- ソウルイーター バトルレゾナンス（ソウル＝イーター）
- ネオロマンス♥ゲームノベル ラブφサミット（エミリオ・航太・フェリーニ）

2010年
- ガンダム無双3（バナージ・リンクス）
- 機動戦士ガンダム エクストリームバーサス（2010年 - 2016年、バナージ・リンクス） - 5作品
- キングダム ハーツ バース バイ スリープ（ヴェントゥス、ロクサス）
- キングダム ハーツ Re:コーデッド（データ・ロクサス）

2011年
- SDガンダム GGENERATION（2011年 - 2025年、バナージ・リンクス、マイキャラクターボイス男性〈OVER WORLD・GENESIS〉） - 5作品
- ガンダム メモリーズ 〜戦いの記憶〜（バナージ・リンクス）
- 機動戦士ガンダム 新ギレンの野望（バナージ・リンクス）
- ファイナルファンタジー零式（リーン）
- 遊☆戯☆王ゼアル デュエルターミナル（天城カイト）

2012年
- 王と魔王と7人の姫君たち 〜新・王様物語〜（アズール）
- キングダム ハーツ 3D ［ドリーム ドロップ ディスタンス］（ロクサス、ヴェントゥス、ネク）
- ソールトリガー（ラーズ）
- Dream Drops（貴公子）
- FAIRY TAIL ゼレフ覚醒（ミッドナイト）
- 魔導学院エスペランサ
- ルーンファクトリー4（レスト）

2013年
- 英雄伝説 閃の軌跡（リィン・シュバルツァー）
- カオス ヒーローズ オンライン（アルカラス）
- キングダム ハーツ HD 1.5 リミックス（ロクサス）
- The Last of Us（サム）
- ジョジョの奇妙な冒険 オールスターバトル（橋沢育朗） - DLC追加キャラクター
- ダンボール戦機ウォーズ（乾カゲトラ）
- 遊☆戯☆王ゼアル 激突! デュエルカーニバル!（天城カイト）

2014年
- IS 〈インフィニット・ストラトス〉 ヴァーサスカラーズ（織斑一夏）
- IS 〈インフィニット・ストラトス〉 2 イグニッション・ハーツ（織斑一夏）
- 英雄伝説 閃の軌跡 II（リィン・シュバルツァー）
- OTOGEAR〜オトギア〜（ルパン）
- キングダム ハーツ HD 2.5 リミックス（ロクサス、ヴェントゥス、データ・ロクサス）
- 神撃のバハムート（ニコラス、ネラン、ユーリ・プリセツキー）
- スーパーヒーロージェネレーション（ユニコーンガンダム）
- 第3次スーパーロボット大戦Z 時獄篇 / 天獄篇（2014年 - 2015年、バナージ・リンクス、カグラ・デムリ） - 2作品
- ニセコイ ヨメイリ!?（一条楽）
- ハイキュー!! 繋げ!頂の景色!!（月島蛍）
- バディ・コンプレックス 戦場のカップリング（隼鷹・ディオ・ウェインバーグ）
- ファイナルファンタジー アギト（リーン・ハンペルマン）
- ブキガミ（シデン）
- 流線系エンカウンター 2nd Season（アモール）

2015年
- IS 〈インフィニット・ストラトス〉 2 ラブ アンド パージ（織斑一夏）
- グランブルーファンタジー（2015年 - 2025年、スカル、エルド・スタンプ、マプラ）
- クイズRPG 魔法使いと黒猫のウィズ（2015年 - 2022年、イツキ・マスグレイヴ、ヒビキ・マスグレイヴ）
- 白猫プロジェクト（アルカ・アトレイア、アレン・ルロワ）
- スーパーロボット大戦BX（バナージ・リンクス）
- ゼノブレイドクロス（アバターボイス〈ライバル〉）
- セブンスドラゴンIII code:VFD
- 遊☆戯☆王アーク・ファイブ TAG FORCE SPECIAL（天城カイト）
- ロストヒーローズ2（ユニコーンガンダム）

2016年
- 一血卍傑-ONLINE-（イザナギ）
- イノセントベイン（ポラリス）
- アンチャーテッド 海賊王と最後の秘宝（サミュエル・ドレイク〈少年期〉）
- 虹色デイズ 〜虹色☆コレクション〜（直江剛）
- ハイキュー!! Cross team match!（月島蛍）
- VALKYRIE ANATOMIA -THE ORIGIN-（アルフィオ）
- Fate/Grand Order（2016年 - 2023年、天草四郎、トリスタン） - 2作品
- 僕のヒーローアカデミア バトル・フォー・オール（死柄木弔）
- Mighty No. 9（ブランディッシュ）
- マクロスΔスクランブル（メッサー・イーレフェルト）
- 名探偵ピカチュウ 〜新コンビ誕生〜（ウォーレス・キャロル）
- 嫁コレ（アイオーン）
- チェインクロニクル3（ヘリオス）

2017年
- キングダム ハーツ HD 2.8 ファイナル チャプター プロローグ（ロクサス、ヴェントゥス、ネク）
- スーパーロボット大戦V（バナージ・リンクス）
- アナザーエデン 時空を超える猫（アルド）
- Wonderland Wars（ジーン、マリク）
- ガンダムバーサス（バナージ・リンクス）
- 歌マクロス スマホDeカルチャー（メッサー・イーレフェルト）
- 英雄伝説 閃の軌跡 III（リィン・シュバルツァー）
- ドラゴンクエスト ライバルズ（カミュ）
- モンスターストライク（2017年 - 2024年、メルエム、狗巻棘、バナージ・リンクス）
- IS 〈インフィニット・ストラトス〉 アーキタイプ・ブレイカー（織斑一夏）

2018年
- テイルズ オブ ザ レイズ（コーキス）
- 夢王国と眠れる100人の王子様（ユーリ・プリセツキー）
- 名探偵ピカチュウ（ウォーレス・キャロル）
- スーパーロボット大戦X（隼鷹・ディオ・ウェインバーグ）
- 消滅都市（ホシ）
- 暁のエピカ -Union Brave-（アイフロート）
- 超回転 寿司ストライカー The Way of Sushido（リョーマ）
- シンエンレジスト（ジョーカー）
- スーパーロボット大戦X-Ω（2018年 - 2019年、バナージ・リンクス）
- 僕のヒーローアカデミア One's Justice（死柄木弔）
- グラフィティスマッシュ（クランプス）
- 英雄伝説 閃の軌跡IV -THE END OF SAGA-（リィン・シュバルツァー）
- ドラガリアロスト（2018年 - 2022年、主人公、ネデウ）
- ファンタジーアース ジェネシス（ハルト）
- 交響性ミリオンアーサー（アーサー〈男〉）
- 機動戦士ガンダム エクストリームバーサス2（2018年 - 2025年、バナージ・リンクス） - 4作品
- ワールドエンドヒーローズ（佐海良輔）
- イドラ ファンタシースターサーガ（エルウィン）

2019年
- キングダム ハーツIII（ヴェントゥス、ロクサス）
- SHOW BY ROCK!!（アイオーン）
- 非人類学園 Extraordinary Ones（白象）
- デビル メイ クライ 5（V）
- 桃源郷ラビリンス（珠臣樹里）
- ワンダーグラビティ 〜ピノと重力使い〜（ニール）
- ラストクラウディア（ロビン）
- ダンジョンに出会いを求めるのは間違っているだろうか 〜メモリア・フレーゼ〜（ソーマ）
- スーパーロボット大戦DD（2019年 - 2023年、バナージ・リンクス）
- Project NOAH -プロジェクト・ノア-（御船真瀬）
- ドラゴンクエストXI 過ぎ去りし時を求めて S（カミュ、ぱふぱふ娘〈エドゥリス〉）
- 伝説対決 -Arena of Valor-（エロール）
- 時の歌-終焉なきソナタ-（雲軒）
- SEVEN's CODE −セブンスコード−（ユイト）
- Shadowverse（グランドナイト・ウィルバート）

2020年
- ぷよぷよ!!クエスト（2020年 - 2022年、月島蛍、狗巻棘）
- CARAVAN STORIES（ヴァリアント）
- ONE PUNCH MAN A HERO NOBODY KNOWS（メルザルガルド）
- 三国志ヒーローズ（諸葛亮）
- SHOW BY ROCK!! Fes A Live（アイオーン）
- 僕のヒーローアカデミア One's Justice 2（死柄木弔）
- ディズニー ツイステッドワンダーランド（イデア・シュラウド）
- エンゲージソウルズ（ウィード）
- 英雄伝説 創の軌跡（リィン・シュバルツァー）
- ポケモンマスターズEX（2020年 - 2024年、グラジオ）
- 原神（レザー）
- ヒーローカンターレ（九尾 パク・イルピョ）
- JUMP FORCE（メルエム） - DLC追加キャラクター
- KAMEN RIDER memory of heroez（仮面ライダーW〈フィリップ〉）
- キングダム ハーツ メロディ オブ メモリー（ロクサス）
- HoneyWorks Premium Live（勇次郎）
- 遊戯王 デュエルリンクス（天城カイト）

2021年
- バディミッション BOND（シキ）
- 共闘ことばRPG コトダマン（2021年 - 2024年、累、メッサー・イーレフェルト、月島蛍、加持リョウジ、狗巻棘、糸師凛、死柄木弔、ブレイド）
- 僕のヒーローアカデミア ULTRA IMPACT（死柄木弔）
- ファンタジーライフオンライン（ピーノ）
- Caligula2（月島劉都）
- テイルズ オブ アスタリア（コーキス）
- 新すばらしきこのせかい（ネク）
- コードギアス Genesic Re;CODE（蓮夜）
- 鬼滅の刃 ヒノカミ血風譚（累）
- スーパーロボット大戦30（バナージ・リンクス）
- フィギュアストーリー（伊達政宗、趙雲、アスタロト）
- 機動戦士ガンダム U.C. ENGAGE（2021年 - 2024年、バナージ・リンクス）
- メガトン級ムサシ（雨宮零士）
- グランサガ（ゼルティオン）
- 神式一閃 カムライトライブ（キリュウ）

2022年
- 機動戦士ガンダム アーセナルベース（2022年 - 2025年、バナージ・リンクス）
- グルーヴコースター ワイワイパーティー!!!!（ネク） - DLC追加キャラクター
- 聖剣伝説 ECHOES of MANA（ジュリアス）
- エターナルツリー（ヒュース）
- SDガンダム バトルアライアンス（バナージ・リンクス）
- ジョジョの奇妙な冒険 オールスターバトルR（バオー）
- ポーカーチェイス（アカギ）
- 陰陽師（須佐之男）
- 機動都市X（シン）
- 妖怪ウォッチ ぷにぷに（雨宮零士）
- ハーヴェステラ（ブラッカ）
- ドラゴンクエスト トレジャーズ 蒼き瞳と大空の羅針盤（ヘルコンドル族、キラーパンサー族、サタンジェネラル族）
- ブルーロック Project:World Champion（糸師凛）

2023年
- モンスターユニバース（シオン）
- IdentityV 第五人格（納棺師）
- ハイキュー!! TOUCH THE DREAM（月島蛍）
- ディシディア ファイナルファンタジー オペラオムニア（セルテウス）
- 逆転オセロニア（クー・フーリン）
- takt op. 運命は真紅き旋律の街を（朝雛タクト）
- ネバーアフター 〜逆転メルヘン〜（フィッツ）
- 僕のヒーローアカデミア ULTRA RUMBLE（死柄木弔）
- リバース:1999（カシャパシャ）
- 呪術廻戦 ファントムパレード（狗巻棘）
- アルケランド（ハサン）

2024年
- 呪術廻戦 戦華双乱（狗巻棘）
- ブルーロック BLAZE BATTLE（糸師凛）
- マクロス -Shooting Insight-（メッサー・イーレフェルト）
- 異世界のんびりライフ（グリード）
- REYNATIS/レナティス（瀬尾玖音）
- 英傑大戦（斯波高経）
- 英雄伝説 界の軌跡 -Farewell, O Zemuria-（リィン・シュバルツァー）
- レゾナンス:無限号列車（聞笙）
- FARMAGIA（マナス）
- ドラゴンボールスーパーダイバーズ（グロリオ）
- エンバーストーリア（ダリューシュ）

2025年
- WIND BREAKER 不良たちの英雄譚（杉下京太郎）
- ファンタジーライフi グルグルの竜と時を盗む少女（アラン、ピーノ）
- ペルソナ5: The Phantom X（主人公）
- ドラゴンボールZ カカロット（グロリオ）
- HUNTER×HUNTER NEN×IMPACT（メルエム）
- 鬼滅の刃 ヒノカミ血風譚2（累）
- ポケコロツイン（糸師凛）
- スーパーロボット大戦Y（シズム）
- 牧場物語 Let's!風のグランドバザール（ロイド）
- 怪獣8号 THE GAME（鳴海弦）
- イザリア（クロロス ）
- ファイナルファンタジータクティクス - イヴァリース クロニクルズ（ディリータ・ハイラル）
- 魔法使いの嫁 盛夏の幻と夢見る旅路（ルツ）

### ドラマCD
- Messiah メサイア（2010年、海棠鋭利） - メサイア・プロジェクト 応募者全員サービスドラマCD
  - Liar Night〈ライアー・ナイト〉 - 月刊ニュータイプ 4月号増刊「ニュータイプ・ロマンス 2010 SPRING」
  - Christmas Trap〈クリスマス・トラップ〉 - Newtype THE LIVE 7月号増刊「ボイスニュータイプ No.037」
- 王子様と!セレブ♥デート 〜ラブφサミット〜（2011年、エミリオ・航太・フェリーニ[352]）
- ドラゴンネスト ドラマCD 「プレリュード〜運命の目覚め〜」（2011年、ティモシー）
- 忍びよる恋はくせもの（2012年、東城恵吾） - コミックス第4巻ドラマCD付初回限定版[353]
- パパムパ（2013年、五十嵐晃太）
- ライアー×ライアー ドラマCD（2013年、高槻透[354]） - ドラマCD付き4・5巻特装版
- ハチミツにはつこい（2014年、都築冬哉[355]）
- 甘城ブリリアントパーク ドラマCD（2014年、可児江西也[356]）
- 湯神くんには友達がいない（2015年、湯神裕二） - コミックス6巻ドラマCD付特別版[357]
- うそカノ（2015年、入谷匡史） - 第5巻ドラマCD付き特装版・2015年LaLa7月号付録[358]
- 天使1/2方程式（2016年、杉本真那） - コミックス第4・7巻ドラマCD付初回限定版[359][360]
- 劇場版『映画 ハイ☆スピード！－Free! Starting Days－』ドラマCD　岩鳶中学水泳部 活動日誌（2016年、桐嶋郁弥[361]）
- マギクラフト・マイスター10.5 （2017年、二堂仁[362]）ドラマCDブックレット
- 墜落JKと廃人教師（2019年、高峰一馬） - 花とゆめ 2019年16号付録ドラマCD[363]
- 王の獣（2021年、墨[364]） - Cheese!2021年12月号付録ドラマCD

### ラジオドラマ
- ウルトラQ倶楽部
- 夢の波間（佐野の中学生時代）
- 海辺の王国（ハリー）
- コーカサスの金色の雲（サーシカ）
- 赤と黒（アドルフ）
- 昭和八十年のラヂオ少年（元気）
- 一瞬の風になれ（高梨）
- Radio Disney「ADVENTURE OF SOUNDLAND」（ショウ）（TOKYO FMほかJFN全国38局：2015年4月3日-2015年9月25日 [365]）

### オーディオドラマ
- SSSS.DYNAZENON ボイスドラマ（2021年、シズム、蓬の父ちゃん[7]）
- ポケモンオーディオドラマ「ピッピと保健室の探偵」 （2021年、氷川先生）（ポケモン Kids TV）
- 真夜中男子めし ボイスドラマ（2021年 - 橋田彗） - 配信・データ販売
- 春の嵐とモンスター（2023年、天峰栢） - コミックス第3巻特典コード、『花とゆめ』2023年16号付録カード [366]
- ハイキュー!! ラジオドラマ（2024年、月島蛍） - DJCD ハイキュー!! 烏野高校放送部! 第17巻 DISC3

### 吹き替え

#### 担当俳優
コディ・スミット＝マクフィー
- X-MENシリーズ（2016年 - 2019年、カート・ワグナー / ナイトクローラー）
  - X-MEN:アポカリプス
  - X-MEN:ダーク・フェニックス

- パワー・オブ・ザ・ドッグ（2021年、ピーター・ゴードン）

バリー・コーガン
- エターナルズ（2021年、ドルイグ）
- THE BATMAN-ザ・バットマン-（2022年、アーカム囚人）
- マスターズ・オブ・ザ・エアー（2024年、カーティス・ビディック中尉）

#### 映画
年度不明
- ママの彼氏はバンパイア（アダム）
- チンパンジー・ジェニー（アンドリュー・アーチボルド）

2001年
- A.I.

2002年
- サンタクロース・リターンズ! クリスマス危機一髪（ジョーイ）
- ロード・オブ・ザ・リング

2003年
- 12人のパパ（ディラン）
- にんじん（レミー）
- パイレーツ・オブ・カリビアン/呪われた海賊たち（ウィリアム・ターナー・ジュニア〈少年期〉）

2004年
- ウォルター少年と、夏の休日（ウォルター〈ハーレイ・ジョエル・オスメント〉） - ソフト版
- キング・アーサー（アーサー〈少年〉）
- 父、帰る（イワン〈イワン・ドブロヌラヴォフ〉）
- ピーター・パン（スライトリー）
- ぼくセザール10歳半 1m39cm（モルガン）
- ぼくは怖くない（ミケーレ・アミトラーノ〈ジョゼッペ・クリスティアーノ〉）

2005年
- オリバー・ツイスト（ノア・クレイポール）
- 16歳の合衆国（ライアン〈マイケル・ウェルチ〉）
- ネバーランド（ジョージ）
- レモニー・スニケットの世にも不幸せな物語（クラウス・ボードレール〈リアム・エイケン〉）

2006年
- シャークボーイ&マグマガール 3-D（シャークボーイ〈テイラー・ロートナー〉）
- スタスキー&ハッチ（ウィリス）

2007年
- あるスキャンダルの覚え書き（スティーヴン・コナリー〈アンドリュー・シンプソン〉）

2008年
- シティ・オブ・メン（ラランジーニャ〈ダルラン・クーニャ〉）

2009年
- 新宿インシデント
- ターミネーター4（カイル・リース〈アントン・イェルチン〉）
- 鉄ワン・アンダードッグ（ジャック〈アレックス・ニューバーガー〉）

2010年
- センター・オブ・ジ・アース（ショーン・アンダーソン〈ジョシュ・ハッチャーソン〉） - テレビ朝日版
- ノーウェアボーイ ひとりぼっちのあいつ（ポール・マッカートニー〈トーマス・サングスター〉）

2011年
- ビッグママ・ハウス3（トレント〈ブランドン・T・ジャクソン〉）

2012年
- 最低で最高のサリー（ジョージ〈フレディ・ハイモア〉）
- 三銃士/王妃の首飾りとダ・ヴィンチの飛行船（ダルタニアン〈ローガン・ラーマン〉） - テレビ朝日版

2013年
- リンカーン（ロバート・リンカーン〈ジョセフ・ゴードン＝レヴィット〉）

2014年
- イントゥ・ザ・ストーム（ドニー・フラー〈マックス・ディーコン〉）
- エンダーのゲーム（ボンソー・マドリッド〈モイセス・アリアス〉）
- KRISTY クリスティ（アーロン〈ルーカス・ティル〉）
- シャドウハンター（ジェイス・ウェイランド〈ジェイミー・キャンベル・バウアー〉）

2015年
- ジュラシック・ワールド（ザック・ミッチェル〈ニック・ロビンソン〉） - 劇場公開版

2016年
- ロスト・エリア -真実と幻の出逢う森-（ピエール〈アントン・イェルチン〉）

2020年
- トールキン 旅のはじまり（J・R・R・トールキン〈ニコラス・ホルト〉）

2021年
- パラサイト 半地下の家族（キム・ギウ〈チェ・ウシク〉） - BSテレ東版

#### ドラマ
2000年代
- ドクター・フー #20（2006年）
- メントーズ 世界の偉人たちからのメッセージ（2006年、アンソン・エルダー）
- WITHOUT A TRACE/FBI 失踪者を追え! シーズン3 #20（2007年、アーロン）
- 太王四神記（2007年、ホゲ〈子ども時代〉）
- 名探偵モンク4（2007年、ジャレッド）
- 先生はあきらめない〜ロン・クラーク物語〜（2008年）
- 恐竜SFドラマ プライミーバル 第2章 #4（2009年）

2010年代
- 弁護士イーライのふしぎな日常 #7（2010年、ピーター・ジョンソン〈ケン・バウマン〉）
- ライ・トゥ・ミー 嘘は真実を語る シーズン1 #1（2010年、ジェームズ）
- ダークエイジ・ロマン 大聖堂 #8（2011年、ヘンリー）
- 反撃のレスキュー・ミッション #1,#2（2011年、アサド）
- CSI:11 科学捜査班 #1,#15（2012年、ジェイソン〈アレックス・マッキャリー〉〈ジャスティン・ビーバー〉）
- シークレット・サークル（2012年、アダム・コナント〈トーマス・デッカー〉）
- ザ・フォロイング #12（2013年、ライアン・ハーディ〈青年期〉）
- 相続者たち（2014年、ユン・チャニョン〈カン・ミンヒョク〉）
- CSI:14 科学捜査班 #19（2015年、マーク・パウエル〈ブレンダン・マイヤー〉）
- MR. ROBOT/ミスター・ロボット（2015年、エリオット・オルダーソン〈ラミ・マレック〉）
- セカンド・チャンス 造られた男（2017年、オットー・グッドウィン〈アディール・カリアン〉）
- スーパーナチュラル シーズン13 - 15（2018年 - 2021年、ジャック〈アレクサンダー・カルヴァート〉）
  - ウィンチェスターズ #13

2020年代
- ドラキュラ伯爵（2020年、ジャック・セワード〈マシュー・バード〉）
- 陳情令（2022年、薛洋〈王皓軒〉）

#### アニメ
- アメリカン・ドラゴン（ジェイク・ロン）
- クロース（ジェスパー）
- サーフズ・アップ インターナショナル予告編（コディ）
- Disney's クリスマス・キャロル（エベニーザ・スクルージ〈17歳〉）
- 天官賜福 貮（明儀）
- 長ぐつをはいたネコ（ボーイブルーの子分）
- フェリシーと夢のトウシューズ（ルディ）
- 魔道祖師 完結編（薛洋[372]）
- リセス 〜ぼくらの休み時間〜（T.J.〈二代目〉）
  - リセス 〜ぼくらの夏休みを守れ!〜
- リロ・アンド・スティッチ ザ・シリーズ（T.J.）
- ロボッツ（ロドニー・コッパーボトム〈少年期〉、ロドニー〈予告編〉）

### デジタルコミック
- VOMIC 家庭教師ヒットマンREBORN!（2010年、古里炎真）
- VOMIC GANTZ（2011年、玄野計）
- VOMIC 虹色デイズ（2013年、直江剛）
- 告白実行委員会〜恋愛シリーズ〜『ロメオ』（2017年、勇次郎 役[373]）
- 微妙に優しいいじめっ子（2020年、木崎くん）
- 花野井くんと恋の病（2020年、花野井くん[374]）
- 墜落JKと廃人教師（2020年 - 2023年、高峰一馬[375][376]）
- 花嫁未満エスケープ（2021年、松下尚紀[377]）
- スーパーベイビー（2021年、らくぴ[378]）
- ジャンケットバンク（2022年、真経津晨[379]）
- 三途の川アウトレットパーク（2023年、木村孝[380]） - コミック『黒猫は泣かない。 新装版』特典
- ホタルの嫁入り（2023年、後藤進平[381]）
- スタジオカバナ（2023年、日下優助[382]）
- 推し（嘘）の筆頭魔術師様が「俺たち、両思いだったんだね」と溺愛してくるんですが!?（2024年、スレン・エインズワース[383]）
- 願いのアストロ（2024年、世剣 テラス[384]）

### ラジオ
※はインターネット配信。
- SOULEATER RADIO 死武専共鳴放送局 ソウルside（2008年 - 2009年、アニメイトTV※）
- 屍鬼 WEBラジオ『外場村役場村民放送』13日の金曜日・仏滅スペシャル（2010年、アニメイトTV※）
- ソウルイーターラジオ 死武専ガンガン放送部（2010年 - 2011年、ガンガンONLINE※）
- 君僕ラジオ。放課後ラプソディ（2011年 - 2012年、アニメイトTV※）
- 豊永利行・内山昂輝の週刊サウンドウィング 〜音羽編集部〜（2012年 - 2014年、文化放送）
- 内山昂輝の1クール![注 1]（2015年 - 2025年、文化放送・超!A&G+※・Podcast QR※・YouTube※）
- ユーリ!!! on RADIO（2016年、超!A&G+※）
- ドラガリアロスト ラジオキャッスル（2018年 - 2019年、文化放送・YouTube※）[385]
- 僕のヴィランアカデミア ラジオ（2021年 - 2023年、音泉※）
  - 「ありがとう 敵<ヴィラン>連合です」(2021年)
  - 「ヴィランびいき」（2022年 - 2023年）
- Buddy Daddies Radio（2022年、アニプレックス公式 YouTubeチャンネル・音泉※）
- 即死トークが最強すぎて、リスナーのやつらがまるで相手にならないんですが。（2024年、超!A&G+※）

### ラジオCD
- 君僕ラジオ。放課後ラプソディ 第1・2楽章
- ソウルイーターWEBラジオ SOULEATER RADIO 死武専共鳴放送局 第1巻
- つり球ラジオ 好き勝手トーキング! Vol.1・2
- 豊永利行・内山昂輝の週刊サウンドウィング 〜音羽編集部〜「読切☆週刊サウンドウィング」おとへんスペシャルCD
- ノイタミナラジオ おまとめCD 1・3・4・5（ゲスト）
- 僕は友達が少ない on AIR RADIO vol.2（特別版ゲスト）
- ハイキュー!! 烏野高校放送部！ 第1・4・10・14・16巻
- 『劇場版 Free!-Road to the World-夢』 復活!イワトビちゃんねるRW ラジオCD（ゲスト）
- 鬼滅の刃公式WEBラジオ 鬼滅ラヂヲ 第三巻 ラジオＣＤ特別版（ゲスト）
- 僕のヒーローアカデミア ラジオ オールマイトニッポン Vol.7・8

### CM・PV
- サンデーCM劇場
  - 境界のRINNE（六道りんね）
  - 湯神くんには友達がいない（湯神裕二）
- 遊☆戯☆王ゼアル オフィシャルカードゲーム（天城カイト）
  - PHOTON SHOCK WAVE
  - LORD OF THE TACHYON GALAXY
  - PRIMAL ORIGIN
  - デュエリストパック カイト編
- デュエル・マスターズ スーパーVデッキ 勝利の将龍剣ガイオウバーン（切札勝舞）
- ラジオCM アヲハタ55（2010年）
- 栗田工業「企業」（2010年）
- チェインクロニクル3 TVCM[386]
- 星野、目をつぶって。（ナレーション）
- 王様のプロポーズ PV（2021年、玖珂無色[387]）
- WIND BREAKER PV（2021年、杉下京太郎[388]）
- 十字架のろくにん PV（2022年、漆間俊[389]）
- 光が死んだ夏 PV TVCM（2022年、よしき[390])
- 准教授・高槻彰良の推察 PV（2022年、深町尚哉[391]）
- デッドアカウント PV（2023年、霞流括[392])
- ワンダンス PV（2023年、小谷花木[393])
- ホタルの嫁入り PV TVCM（2023年、後藤進平[394][395])
- 「岸辺露伴 ルーヴルへ行く」（実写映画）PV TVCM（2023年）
- 春の嵐とモンスター ボイス入りPV（2023年、天峰栢[396]）
- スタジオカバナ PV（2023年、日下優助[397]）
- 「ザ・クリエイター/創造者」PV TVCM（2023年）
- VTuberのエンディング、買い取ります。 スペシャルPV（2023年、苅部業[398]）
- ツレ猫 マルルとハチ にゃんにゃんPV（2024年、マルル、やすお[399]）
- みにくい遊郭の子 作品紹介PV（2024年、相模八尋[400]）
- ファントムバスターズ 第4巻発売記念PV（2024年、観崎薫[401]）
- 山田くんとLv999の恋をする 作品PV（2024年、山田秋斗[402]）
- 極東救世主伝説 PV（2025年、ナレーション[403]）
- オモイオモイアイ〜地雷女子とヤンデレ男子〜 最新13巻発売記念PV（2025年、林道樹[404]）
- 夜鐘のキト 第1巻発売記念PV（2025年、キト[405]）

### パチンコ
- P SHOW BY ROCK!!（2019年、アイオーン）
- PF 機動戦士ガンダムユニコーン（2021年、バナージ・リンクス）

### ナレーション
- おはよう日本「朝ごはんの現場」（2018年10月、NHK）
- まふまふ 1stアルバム明日色ワールドエンド「まふまふ一人旅〜ぶらり温泉街を行く〜」
- 卓球日本一決定戦 JAPAN TOP12（2019年、フジテレビ）[406]
- 『ブラック校則』映画予告（2019年）[407]
- まふまふ 2ndアルバム神楽色アーティファクト「まふまふ ひとりぼっちの京都旅 大ボリューム90分」（2019年10月）
- 『サイレントラブ』映画予告（2023年12月）
- 『朽ちないサクラ』映画予告（2024年）

### テレビ番組
※はインターネット配信。
- club RAINBOW〜虹色デイズ〜（2016年1月10日 - 4月3日、TOKYO MX）[408]

### 映像商品
- IS 〈インフィニット・ストラトス〉
  - 「IS ワンオフ・フェスティバル」- Blu-ray / DVD
  - 「IS ワンオフ・フェスティバル2」- Blu-ray / DVD
- 「クールドジ男子」Special Event Blu-ray / DVD
- club RAINBOW vol.1 - 3（2016年）[409]
- 豊永利行・内山昂輝の週刊サウンドウィング〜音羽編集部〜「読切☆週刊サウンドウィング02 2013 AUTUMN」ゆるふわDVD
- Free! シリーズ
  - 映画 ハイ☆スピード！ スペシャルイベント "岩鳶中学水泳部記録会お疲れ様パーティー" Blu-ray / DVD
  - Free!-Dive to the Future- トーク&リーディング スペシャルイベント Blu-ray / DVD
  - Free! 10th Anniversary －Memories of Summer－ Blu-ray / DVD
- アナザーエデンコンサート2024「Records for a Forged Future」 Blu-ray[410]

### テレビドラマ
- 北条時宗（2001年、足利家時）
- 利家とまつ〜加賀百万石物語〜（2002年、前田秀継）
- 整形美人。 #9（2002年）
- 焼け跡のホームランボール（2002年、君塚実）
- 渡る世間は鬼ばかり 第6シリーズ 最終回（2003年）
- 御宿かわせみ 第2章 #7（2003年）
- 恋する星座 #9（2009年、日向）
- デフ・ヴォイス 法廷の手話通訳士（2023年、声のみ）

### 実写映画
- 夢 追いかけて（2003年）
- メサイア（2011年）
- ショウタイムセブン（2025年、兼子）[411][412]
- 山田くんとLv999の恋をする（2025年、山田〈劇中ゲーム内アバター〉[413]）

### 特撮
- ウルトラマンコスモス #8（2001年、少年）
- 烈車戦隊トッキュウジャー（2014年、マリオネットシャドーの声[414]）
- 仮面ライダーシリーズ
  - 仮面ライダーセイバー（2020年 - 2021年、デザスト / 仮面ライダーファルシオンの声[415]） - テレビシリーズ + スピンオフ4作品[一覧 36]
  - 仮面ライダーアウトサイダーズ（2023年 - 2024年、デザスト / 仮面ライダーデザストの声[416]）

### ミュージックビデオ
- シュノーケル「大きな水たまり」（2005年）
- GRAPEVINE 「FLY」（2006年）

### 玩具
- 仮面ライダーセイバー DXアルターライドブックセット（2021年1月）
- COMPLETE SELECTION MODIFICATION ダブルドライバー ver.1.5 風都探偵EDITION（2023年1月）
- COMPLETE SELECTION MODIFICATION ガイアメモリ ver.1.5 風都探偵EDITION（2023年1月）
- 仮面ライダーセイバー DX黒嵐剣漆黒エンブレム&骸骨忍者伝ワンダーライドブック（2023年10月）
- 仮面ライダーセイバー DX究極大聖剣 無銘剣虚無（2024年9月）

### その他コンテンツ
- 熾天使空域（セラフィム・ゾーン） 銀翼少女達の戦争（豊崎将一郎[417]） ‐ A-koe
- 浅草鬼嫁日記 特別ショートムービー「浅草鬼嫁ぶらり旅」（2019年、天酒馨[418]）
- ヒーローベータ（2019年 世良田栄斗/エイト）Live2Dアニメ[419]
- TRUE WIRELESS STEREO EARPHONES アニメ『僕のヒーローアカデミア』ヴィランモデル（2021年、死柄木弔[420]）
- TRUE WIRELESS STEREO EARPHONES アニメ『ハイキュー!!』モデル（2021年、月島蛍[421]）
- TRUE WIRELESS STEREO EARPHONES アニメ『takt op.Destiny』モデル（2022年、朝雛タクト[422]）
- 内山昂輝 × 資生堂「ローラ メルシエ」コラボ企画[423]（2021年）
- 富士川楽座 プラネタリウム冬番組「星が彩る日本の空」 - プラネタリウムCD[424]（2023年、語り）
- 朗読CDシリーズ「朗読喫茶 噺の籠」- 配信・CD（レーベル 噺RECORD）
  - 藪の中（2021年、第2期 第2弾）
  - 星の王子様（2023年、第4期 第1弾）
  - 内山昂輝による太宰治朗読集（2024年、第5期 Premium編）
- Amazonオーディブル オリジナルオーディオブック日本語版 ディズニー『アナと雪の女王：オラフの冒険』[425] （2025年、ナレーター）
- ディズニー ツイステッドワンダーランド MV 「ggwp」（2025年、イデア・シュラウド[426]）

## ディスコグラフィ

### キャラクターソング
| 発売日   | 商品名 | 歌 | 楽曲                                                 | 備考                                                        |
| 2008年   | 2008年 | 2008年 | 2008年                                               | 2008年                                                      |
| -------- | --- | --- | ---------------------------------------------------- | ----------------------------------------------------------- |
| 8月6日   | ソウルイーター キャラクターソング (1) モーブ色のSympathy                                                        | マカ＝アルバーン（小見川千明）、ソウル＝イーター（内山昂輝）                                                                                 | 「モーブ色のSympathy」                               | テレビアニメ『ソウルイーター』関連曲                        |
| 2012年   | | |                                                      |                                                             |
| 3月21日  | 君と僕。第4巻 BD・DVD限定版特典 キャラクターソングCD (2)                                                        | ホマレッド（木村良平）、ホマブラック（小野友樹）、ホマブルー（内山昂輝）、ホマイエロー（入野自由）、ホマピンク（豊永利行）                   | 「高校戦隊ホマレンジャー」                           | テレビアニメ『君と僕。』関連曲                              |
| 5月23日  | 君と僕。第6巻 BD・DVD限定版特典 キャラクターソングCD (3)                                                        | 浅羽悠太（内山昂輝）、浅羽祐希（木村良平）                                                                                                   | 「ほまれ雪」                                         | テレビアニメ『君と僕。』関連曲                              |
| 8月22日  | 君と僕。2 第6巻 BD・DVD限定版特典 キャラクターソングCD (5)                                                      | 浅羽悠太（内山昂輝）、浅羽祐希（木村良平）                                                                                                   | 「恋のフーガ」                                       | テレビアニメ『君と僕。2』関連曲                             |
| 12月19日 | 探検ドリランド キャラクターソング&ミュージック                                                                  | パーン（内山昂輝） | 「パーン narration」 「My Justice」                  | テレビアニメ『探検ドリランド』関連曲                        |
| 2013年   | | |                                                      |                                                             |
| 1月23日  | 絶園のテンペスト1 BD・DVD限定版特典 CHARACTER SONG VOL.1                                                        | 滝川吉野（内山昂輝）、不破真広（豊永利行）                                                                                                   | 「嵐のラプソディ」                                   | テレビアニメ『絶園のテンペスト』関連曲                      |
| 4月24日  | 絶園のテンペスト4 BD・DVD限定版特典 CHARACTER SONG VOL.2                                                        | 滝川吉野（内山昂輝）、不破真広（豊永利行）                                                                                                   | 「星の船」                                           | テレビアニメ『絶園のテンペスト』関連曲                      |
| 8月21日  | 絶園のテンペスト8 BD・DVD限定版特典 CHARACTER SONG VOL.3                                                        | 滝川吉野（内山昂輝）、不破真広（豊永利行）                                                                                                   | 「ポジティカ」                                       | テレビアニメ『絶園のテンペスト』関連曲                      |
| 12月25日 | 絶園のテンペスト12 BD・DVD限定版特典 CHARACTER SONG VOL.4                                                       | 滝川吉野（内山昂輝）、不破真広（豊永利行）                                                                                                   | 「未来の蕾」                                         | テレビアニメ『絶園のテンペスト』関連曲                      |
| 2015年   | | |                                                      |                                                             |
| 4月22日  | 合言葉はミラクル！                                                                                              | 可児江西也（内山昂輝）、千斗いすず（加隈亜衣）                                                                                               | 「合言葉はミラクル！」                               | テレビアニメ『甘城ブリリアントパーク』関連曲                |
| 4月22日  | 合言葉はミラクル！                                                                                              | 可児江西也（内山昂輝） | 「素晴ラシキFUN!TASY」                               | テレビアニメ『甘城ブリリアントパーク』関連曲                |
| 5月20日  | Falling Roses/Crimson quartet -深紅き四重奏-                                                                    | シンガンクリムゾンズ | 「Falling Roses」 「Crimson quartet -深紅き四重奏-」 | テレビアニメ『SHOW BY ROCK!!』挿入歌                        |
| 7月22日  | SHOW BY ROCK!! BD・DVD第2巻特典CD                                                                               | アイオーン（内山昂輝）、ヤイバ（柿原徹也）                                                                                                   | 「音速over」                                         | テレビアニメ『SHOW BY ROCK!!』関連曲                        |
| 9月16日  | 心が叫びたがってるんだ。オリジナルサウンドトラック                                                              | 王子［坂上拓実（内山昂輝）］ | 「玉子の中にはなにがある」                           | 劇場アニメ『心が叫びたがってるんだ。』劇中歌                |
| 9月16日  | 心が叫びたがってるんだ。オリジナルサウンドトラック                                                              | 少女［仁藤菜月（雨宮天）］、王子［坂上拓実（内山昂輝）］、世界の人々                                                                         | 「あなたの名前を呼ぶよ」                             | 劇場アニメ『心が叫びたがってるんだ。』劇中歌                |
| 2016年   | | |                                                      |                                                             |
| 2月3日   | Rainbow Days!                                                                                                   | 羽柴夏樹（松岡禎丞）、松永智也（江口拓也）、片倉恵一（島﨑信長）、直江剛（内山昂輝）                                                         | 「Rainbow Days!」                                    | テレビアニメ『虹色デイズ』エンディングテーマ                |
| 5月18日  | Catch me if you can!/そばにいるから                                                                             | 直江剛（内山昂輝) | 「そばにいるから」                                   | テレビアニメ『虹色デイズ』エンディングテーマ                |
| 6月22日  | ハレルヤ！Shinin'Days                                                                                           | 羽柴夏樹（松岡禎丞）、松永智也（江口拓也）、片倉恵一（島﨑信長）、直江剛（内山昂輝）                                                         | 「ハレルヤ！Shinin'Days」                            | テレビアニメ『虹色デイズ』エンディングテーマ                |
| 11月23日 | WWW.WORKING!! Blu-ray&DVD 第1巻 特典CD                                                                          | 東田大輔（中村悠一）、足立正広（内山昂輝）、進藤ユータ（小野賢章)                                                                            | 「無重力フィーバー」                                 | テレビアニメ『WWW.WORKING!!』エンディングテーマ             |
| 2017年   | | |                                                      |                                                             |
| 5月24日  | WWW.WORKING!! Blu-ray&DVD 第7巻 特典CD                                                                          | 東田大輔（中村悠一）、宮越華（戸松遥）、足立正広（内山昂輝）、村主さゆり（日笠陽子）、鎌倉志保（雨宮天）、進藤ユータ（小野賢章）             | 「無重力フィーバー（special ver.）」                 | テレビアニメ『WWW.WORKING!!』エンディングテーマ             |
| 2018年   | | |                                                      |                                                             |
| 10月10日 | Deep Blue Harmony                                                                                               | 七瀬遙（島﨑信長）、橘真琴（鈴木達央）、松岡凛（宮野真守）、椎名旭（豊永利行）、桐嶋郁弥（内山昂輝）、葉月渚（代永翼）、竜ヶ崎怜（平川大輔） | 「Blue Destination」                                 | テレビアニメ『Free!-Dive to the Future-』エンディングテーマ |
| 10月31日 | Free!-Dive to the Future- キャラクターソングミニアルバム Vol.1 Seven to High                                    | 桐嶋郁弥（内山昂輝） | 「Never Alone」                                      | テレビアニメ『Free!-Dive to the Future-』関連曲             |
| 12月26日 | Free!-Dive to the Future- キャラクターソングミニアルバム Vol.2 Close Up Memories                                | 桐嶋郁弥（内山昂輝）、遠野日和（木村良平）                                                                                                   | 「キミの水が笑うから」                               | テレビアニメ『Free!-Dive to the Future-』関連曲             |
| 2019年   | | |                                                      |                                                             |
| 6月5日   | さらざんまいのうた/カワウソイヤァ                                                                               | 矢逆一稀（村瀬歩）、久慈悠（内山昂輝）、陣内燕太（堀江瞬）、ケッピ（諏訪部順一）                                                             | 「さらざんまいのうた」                               | テレビアニメ『さらざんまい』挿入歌                          |
| 8月28日  | さらざんまい BD・DVD第3巻特典CD                                                                                 | 久慈悠（内山昂輝） | 「トオイ・マネー」                                   | テレビアニメ『さらざんまい』関連曲                          |
| 10月30日 | キミだけにモテたいんだ。                                                                                        | 小田原城星高校モテメン部 | 「ハイスクールプリンセス」                           | 劇場アニメ『キミだけにモテたいんだ。』主題歌                |
| 2021年   | | |                                                      |                                                             |
| 3月24日  | ホリミヤ BD・DVD第2巻特典CD                                                                                     | 宮村伊澄（内山昂輝） | 「My Universe」                                      | テレビアニメ『ホリミヤ』関連曲                              |
| 7月21日  | SSSS.DYNAZENON CHARACTER SONG.2                                                                                 | シズム（内山昂輝） | 「Un-Understand」                                    | テレビアニメ『SSSS.DYNAZENON』関連曲                        |
| 7月21日  | SSSS.DYNAZENON CHARACTER SONG.2                                                                                 | 怪獣優生思想 | 「約束」                                             | テレビアニメ『SSSS.DYNAZENON』関連曲                        |
| 2022年   | | |                                                      |                                                             |
| 6月29日  | 劇場版 Free!-the Final Stroke- キャラクターソングシングル Vol.2                                                 | 桐嶋郁弥（内山昂輝） | 「ここから、」                                       | 劇場アニメ『Free!-the Final Stroke-』関連曲                 |
| 6月29日  | 劇場版 Free!-the Final Stroke- キャラクターソングシングル Vol.2                                                 | 桐嶋郁弥（内山昂輝） | 「Timeless Blue (Ikuya ver.)」                       | 劇場アニメ『Free!-the Final Stroke-』関連曲                 |
| 11月30日 | Flash! | PICG | 「Flash!」                                           | テレビアニメ『クールドジ男子』エンディングテーマ            |
| 11月30日 | Flash! | 二見瞬（内山昂輝） | 「Flash!」                                           | テレビアニメ『クールドジ男子』関連曲                        |
| 2023年   | | |                                                      |                                                             |
| 2月3日   | DURDN「My Plan」                                                                                                | featuring 一騎（豊永利行）& 零（内山昂輝）                                                                                                   | 「My Plan (Lofi Remix)」                             | テレビアニメ『Buddy Daddies』関連曲                         |
| 3月15日  | ブルーロック キャラクターソングミニアルバム vol.2                                                               | 糸師 凛（内山昂輝）、蟻生十兵衛（小西克幸）、時光青志（立花慎之介）                                                                          | 「TOP OF THE LOCK」                                  | テレビアニメ『ブルーロック』関連曲                          |
| 2月22日  | たいせつ | PICG | 「たいせつ」                                         | テレビアニメ『クールドジ男子』エンディングテーマ            |
| 2月22日  | たいせつ | 二見瞬（内山昂輝） | 「たいせつ」                                         | テレビアニメ『クールドジ男子』関連曲                        |
| 4月8日   | ワタシタチMarginal Service                                                                                      | マージナルサービスメンバー | 「ワタシタチMarginal Service」                       | テレビアニメ『THE MARGINAL SERVICE』関連曲                  |
| 9月27日  | ホリミヤ -piece BD・DVD第2巻特典CD                                                                              | 堀 京子（戸松 遥）、宮村伊澄（内山昂輝） | 「サヨナラ」                                         | テレビアニメ『ホリミヤ -piece-』関連曲                      |
| 9月27日  | ホリミヤ -piece BD・DVD第2巻特典CD                                                                              | 宮村伊澄（内山昂輝）、進藤晃一（八代 拓） | 「スイッチ」                                         | テレビアニメ『ホリミヤ -piece-』関連曲                      |
| 9月27日  | PICG VOCAL COLLECTION #1 「DOJI」                                                                               | PICG | 「DOJI」                                             | テレビアニメ『クールドジ男子』関連曲                        |
| 9月27日  | PICG VOCAL COLLECTION #1 「DOJI」                                                                               | 二見瞬（内山昂輝） | 「DOJI」                                             | テレビアニメ『クールドジ男子』関連曲                        |
| 2024年   | | |                                                      |                                                             |
| 7月31日  | WIND BREAKER BD・DVD第2巻特典CD                                                                                 | 杉下京太郎（内山昂輝） | 「fortitube」                                        | テレビアニメ『WIND BREAKER』関連曲                          |
| 7月31日  | WIND BREAKER BD・DVD第2巻特典CD                                                                                 | 桜遥（内田雄馬）、杉下京太郎（内山昂輝） | 「Aim-for-titube」                                   | テレビアニメ『WIND BREAKER』関連曲                          |
| 2025年   | | |                                                      |                                                             |
| 未公表   | Disney Twisted-Wonderland 3D Magical Live -Blazing Jewel- チケットグッズ CHARACTER SONGS CD -Original edit ver. | イデア・シュラウド（内山昂輝）、オルト・シュラウド（蒼井翔太）                                                                               | 「双絶アイオーン」                                   | ゲーム『ディズニー ツイステッドワンダーランド』関連曲       |